# Lijst van steden met tramlijnen in Duitsland
Dit is een lijst van plaatsen in Duitsland waar trams rijden of hebben gereden.
- Augsburg → Tram van Augsburg
- Bad Schandau → Kirnitzschtalbahn
- Berlijn → Tram van Berlijn
- Bielefeld → Stadtbahn van Bielefeld
- Bochum → Tram van Bochum en Gelsenkirchen
- Bonn → Stadtbahn van Bonn
- Brandenburg an der Havel → Tram van Brandenburg an der Havel
- Bremen → Tram van Bremen
- Braunschweig → Tram van  Braunschweig
- Chemnitz
- Cottbus → Tram van Cottbus
- Darmstadt
- Dessau → Tram van Dessau
- Dortmund
- Dresden
- Duisburg → Tram van Duisburg
- Düsseldorf → Stadtbahn van Düsseldorf
- Erfurt
- Essen → Tram van Essen
- Frankfurt am Main → Tram van Frankfurt am Main
- Frankfurt (Oder) → Tram van Frankfurt (Oder)
- Freiburg im Breisgau
- Gelsenkirchen → Tram van Bochum en Gelsenkirchen
- Gera → Tram van Gera
- Görlitz
- Gotha → Tram van Gotha en Thüringerwaldbahn
- Halberstadt → Tram van Halberstadt
- Halle an der Saale
- Hannover → Tram van Hannover
- Heidelberg → Trams in Metropoolregio Rijn-Neckar
- Heilbronn
- Jena
- Karlsruhe → Tram van Karlsruhe
- Kassel → Tram van Kassel
- Kehl → Tram van Straatsburg
- Keulen → Stadtbahn van Keulen
- Krefeld → Tram van Krefeld
- Leipzig → Tram van Leipzig
- Ludwigshafen am Rhein → Trams in Metropoolregio Rijn-Neckar
- Maagdenburg → Tram van Maagdenburg
- Mainz → Tram van Mainz
- Mannheim → Trams in Metropoolregio Rijn-Neckar
- München → Tram van München
- Mülheim an der Ruhr → Tram van Mülheim
- Naumburg (stilgelegd 1991, heropend 2007) → Tram van Naumburg
- Neurenberg → Tram van Neurenberg
- Nordhausen
- Oberhausen (heropend in 1996) → Tram van Oberhausen
- Plauen → Tram van Plauen
- Potsdam → Tram van Potsdam
- Rostock → Tram van Rostock
- Rüdersdorf bei Berlin → Tram van Schöneiche bei Berlin
- Saarbrücken → Saarbahn (geopend 1997)
- Schöneiche bei Berlin → Tram van Schöneiche bei Berlin
- Schwerin → Tram van Schwerin
- Strausberg
- Stuttgart → Stadtbahn van Stuttgart
- Ulm → Tram van Ulm
- Waltershausen
- Weil am Rhein → Tram van Bazel
- Woltersdorf
- Würzburg → Tram van Würzburg
- Zwickau → Tram van Zwickau

## Galerij

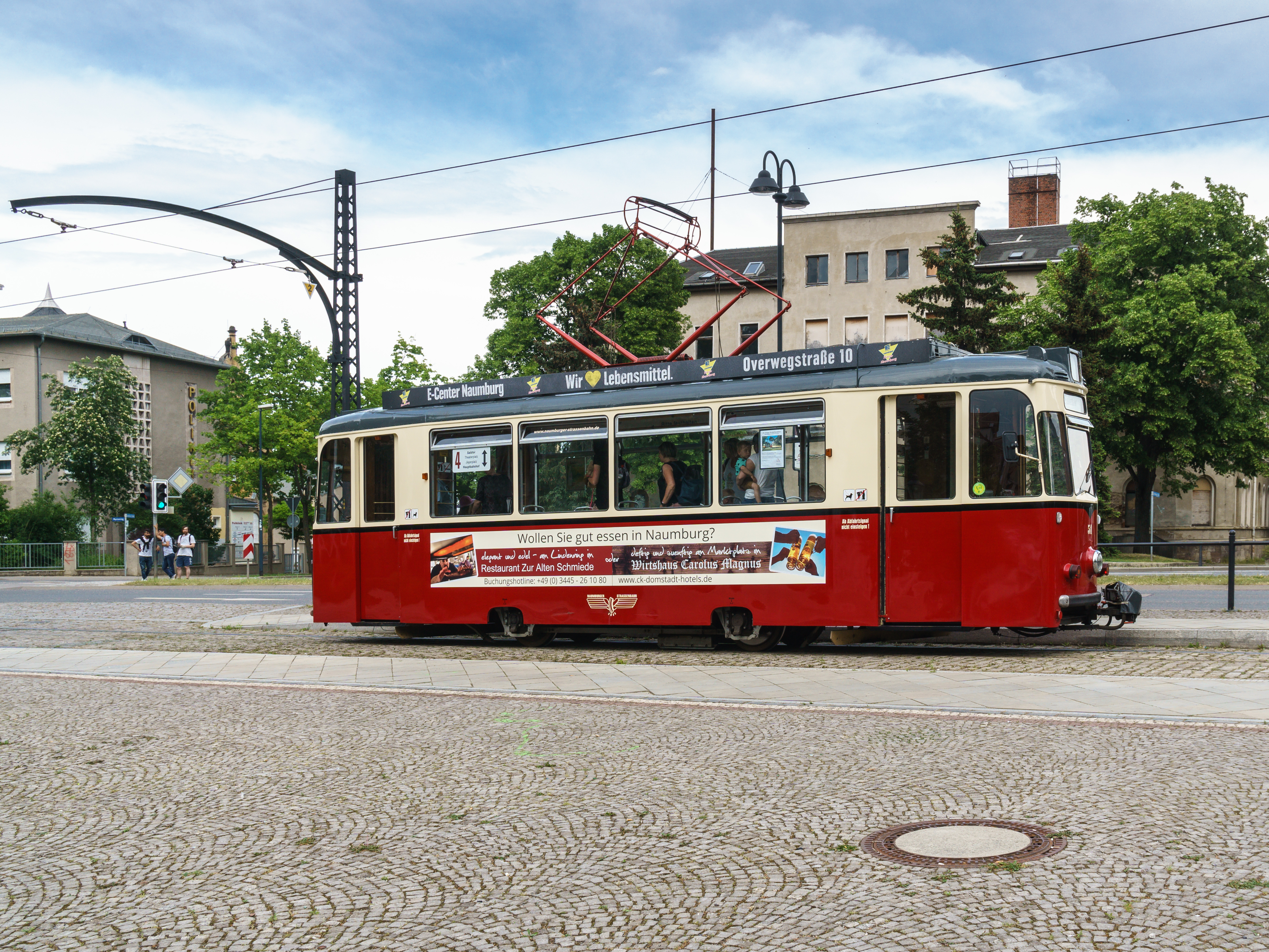
Tram in Naumburg
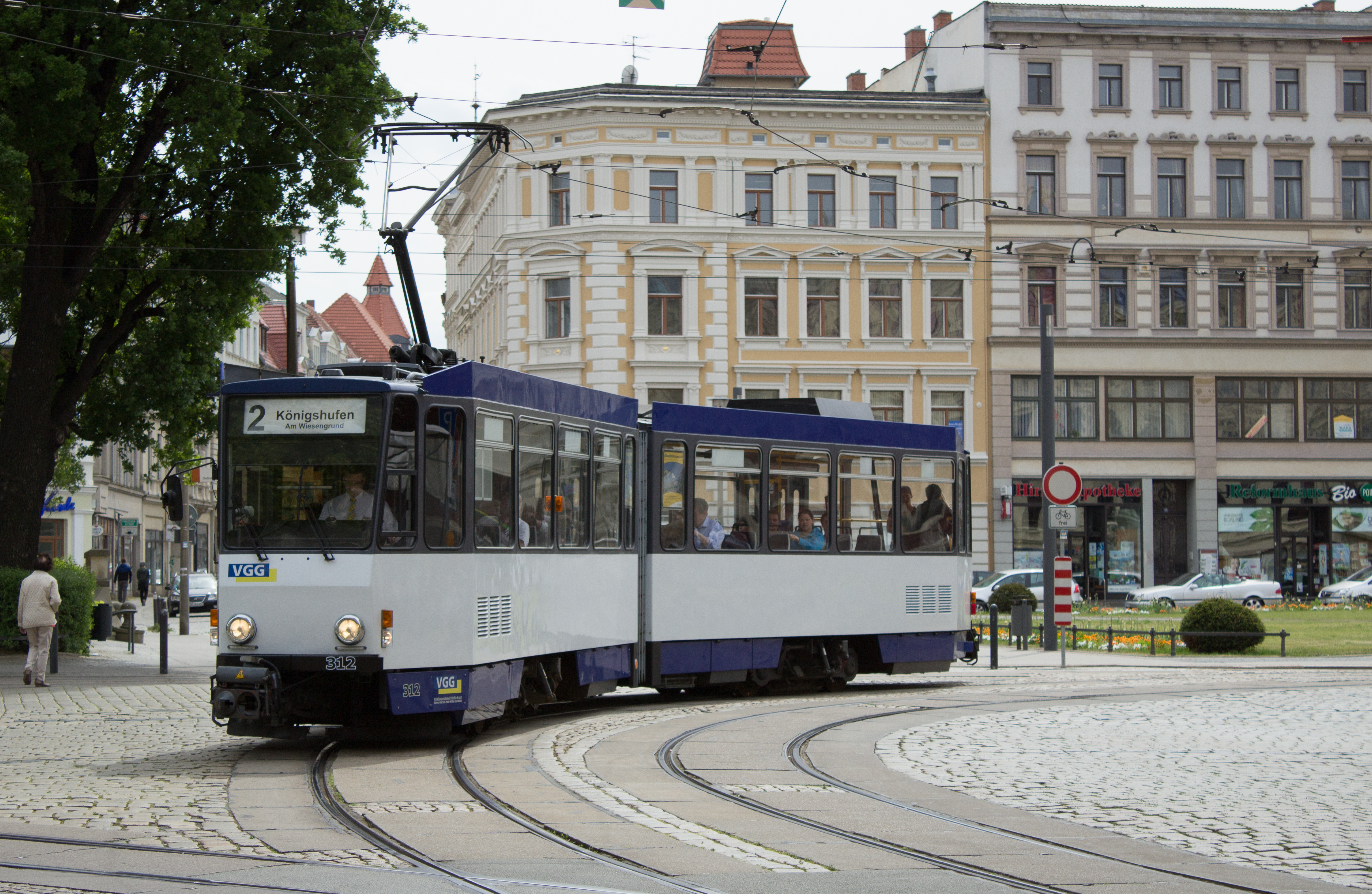
Tram in Görlitz
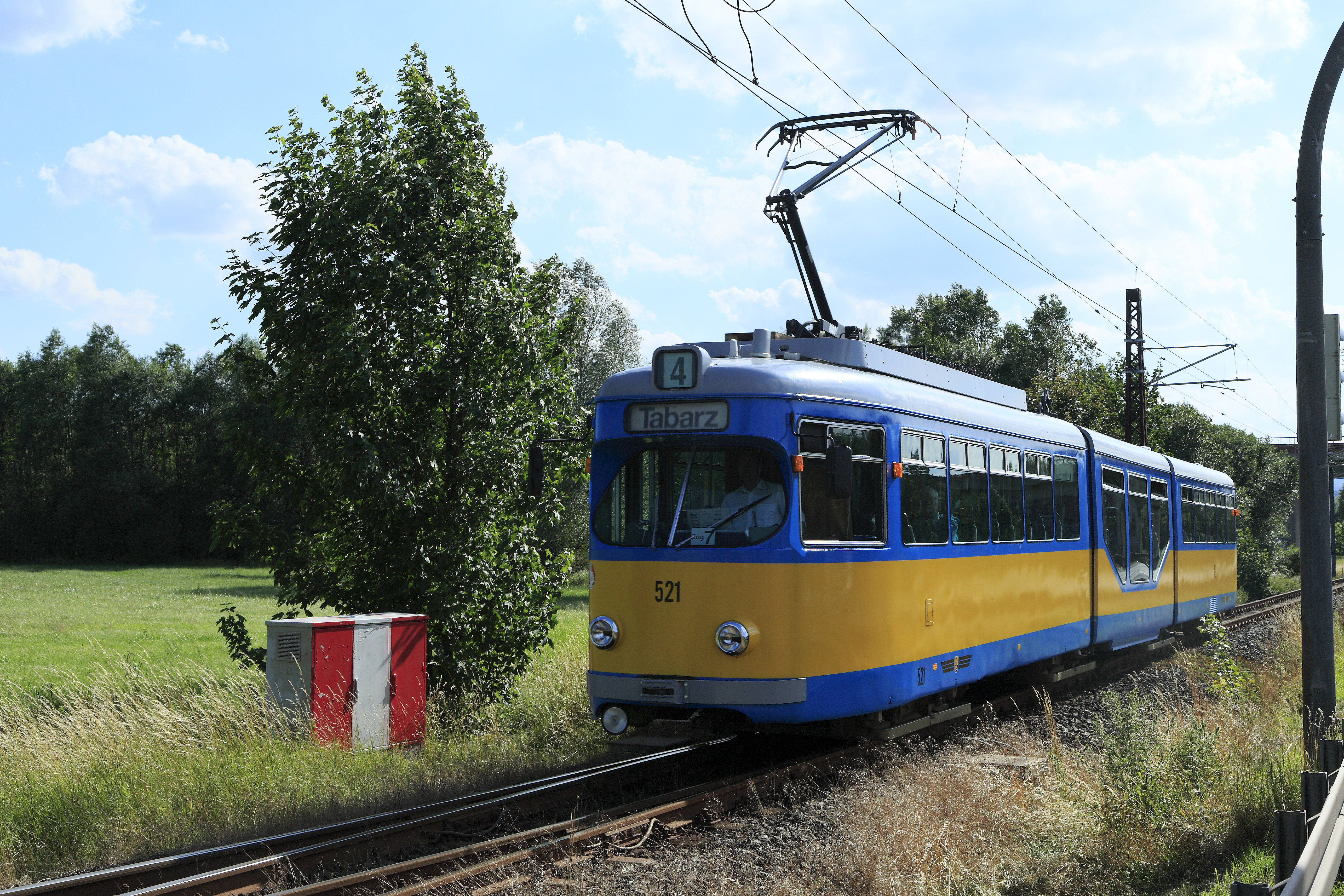
Tram van de Thüringerwaldbahn
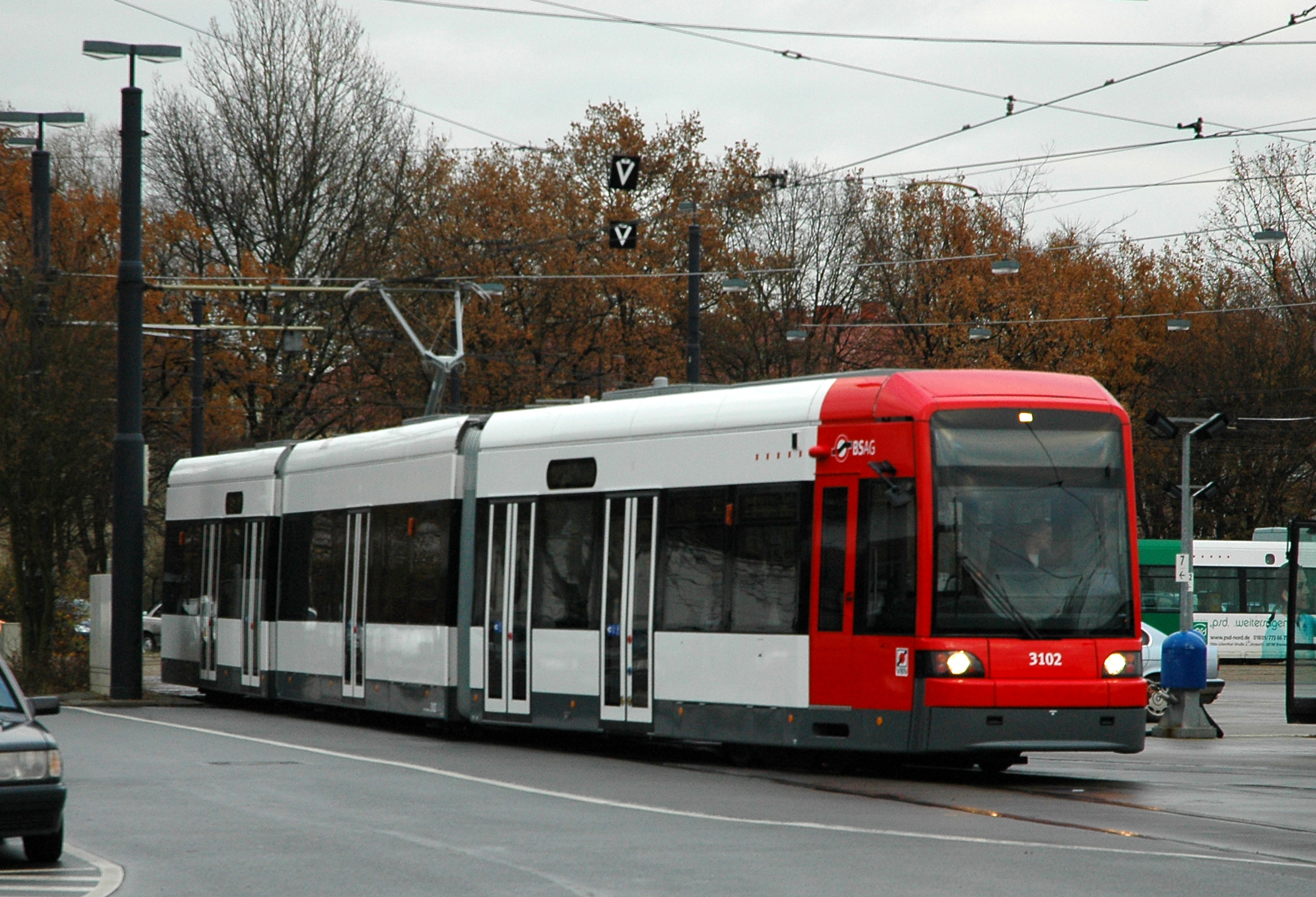
Tram in Bremen
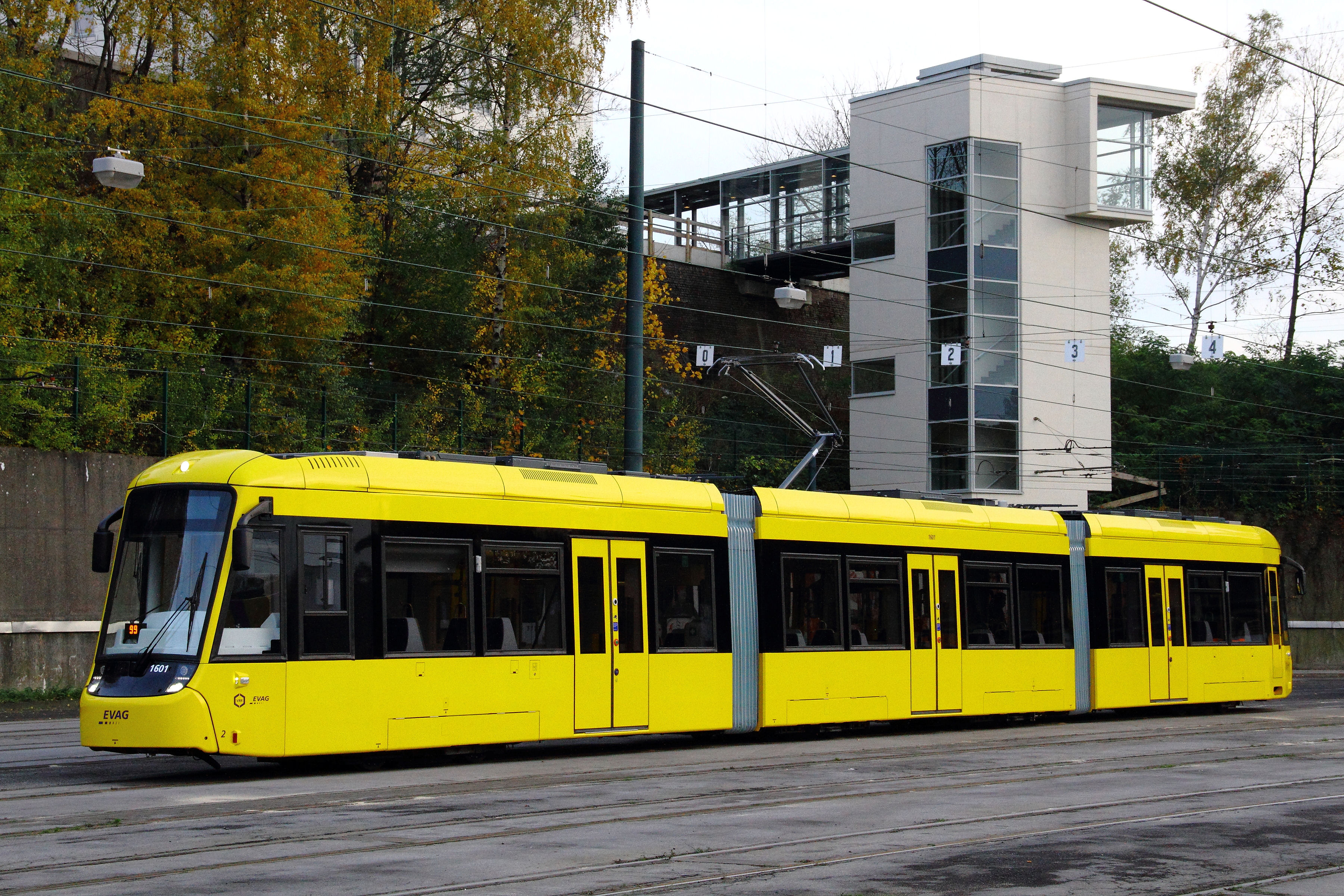
Tram in Essen
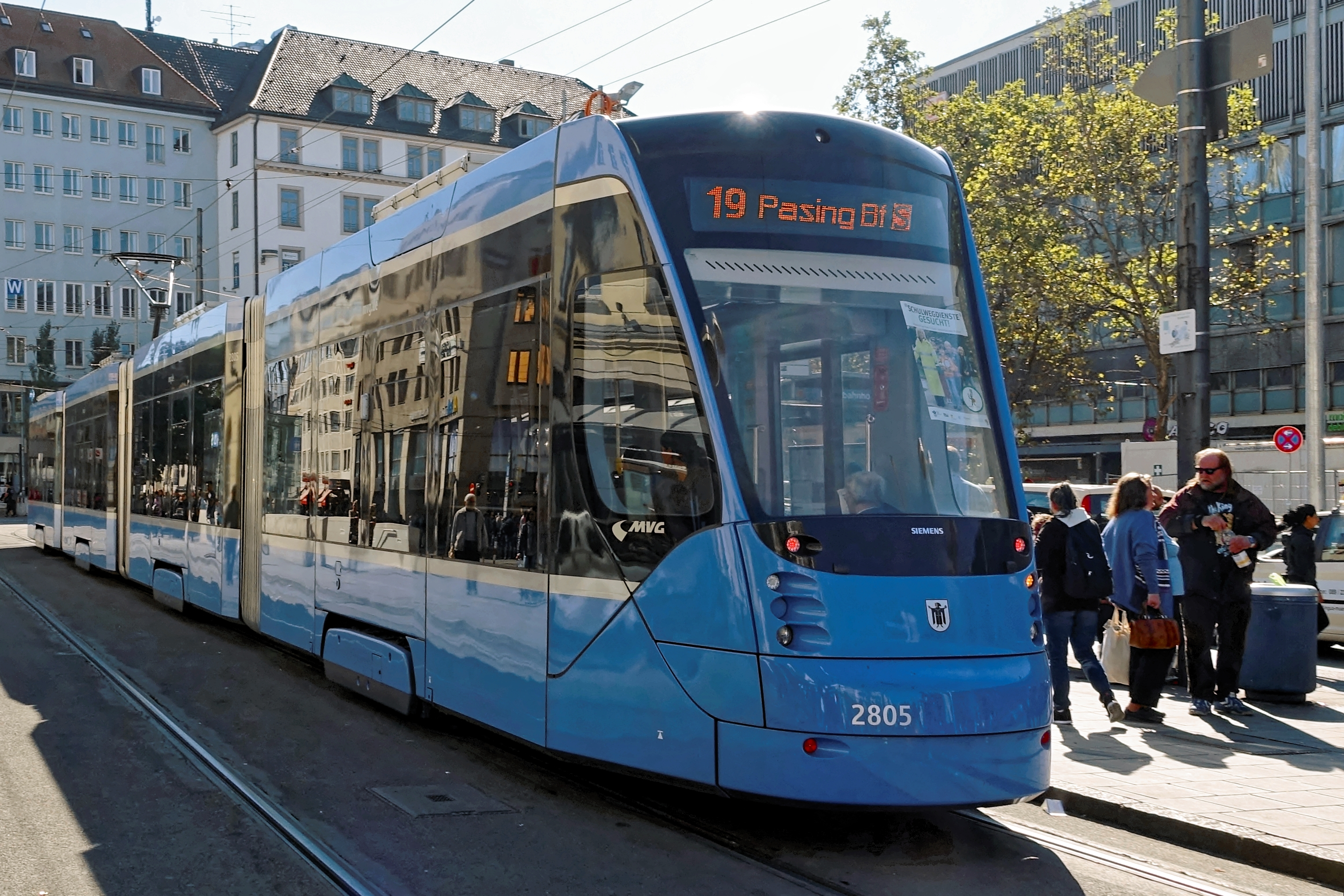
Tram in München
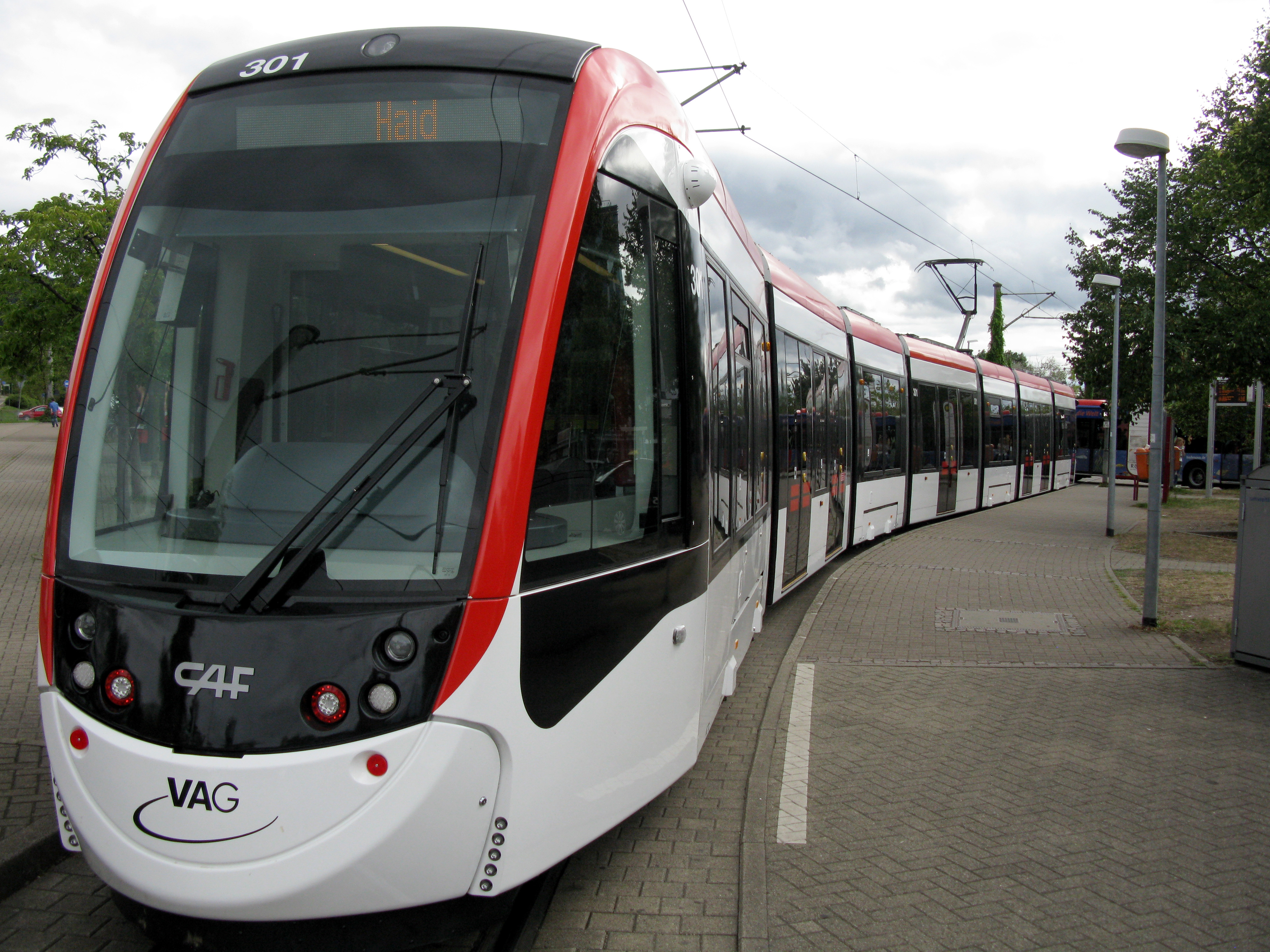
Tram in Freiburg

## Opgeheven
- Aken (1974)
- Altenburg (1895-1920)
- Amrum (1901-1939)
- Baden-Baden (1951)
- Bad Kreuznach (1953)
- Bad Salzuflen (1909-1924)
- Bamberg (1951)
- Bernburg (1897-1921)
- Bingen (1955)
- Bückeburg (1966)
- Breckerfeld (1963)
- Bremerhaven (1982) → Tram van Bremerhaven
- Celle (1956)
- Castrop-Rauxel (1959)
- Cuxhaven (1914-1914)
- Düren (1963)
- Eberswalde (1910-1940)
- Eisenach (1975)
- Emden (1953)
- Ennepe (1956)
- Esslingen am Neckar (1912-1944)
- Esslingen am Neckar - Nellingen - Denkendorf (1978)
- Flensburg (1973)
- Freiberg (1902-1919)
- Gevelsberg (1956)
- Gießen (1953)
- Guben (1904-1938)
- Gummersbach (1953)
- Hagen (1976)
- Hamburg (1978) → Tram van Hamburg
- Hamm (1961)
- Hanau (1945)
- Hattingen (1969)
- Heilbronn (1955)
- Herford (1966)
- Herne (1959)
- Hildesheim (1905-1945) → Tram van Hildesheim
- Hof (1901-1922)
- Hohenstein-Ernstthal (1960)
- Idar-Oberstein (1956) → Tram van Idar-Oberstein
- Iserlohn (1959)
- Ingolstadt
- Kaiserslautern (1916-1935)
- Kiel (1985)
- Kleef (1962)
- Klingenthal (1964)
- Koblenz (1967)
- Küstrin (1945)
- Landshut (1945)
- Lörrach (1967)
- Lübeck (1959)
- Mansfeld (1900-1922)
- Marburg (1951)
- Mettmann (1952)
- Meißen (1899-1936)
- Minden (29.12.1959)
- Moers (1954)
- Mönchengladbach (1969)
- Mühlhausen (1969)
- Münster (1954)
- Neunkirchen (1978)
- Neuss (1971) (eigen bedrijf, er rijden nog wel tramlijnen van de Rheinbahn uit Dusseldorf)
- Neuwied (1950)
- Opladen-Lützenkirchen (1955)
- Opladen-Ohligs-Höhscheid (1955)
- Osnabrück (1960)
- Paderborn (1963)
- Pforzheim (1964)
- Pirmasens (1905-1943) → Tram van Pirmasens
- Plettenberg (1959)
- Recklinghausen (1982)
- Regensburg (1964)
- Ravensburg-Weingarten-Baienfurt (1959)
- Remscheid (1969)
- Reutlingen (1974)
- Rheydt (1959)
- Schötmar (1915)
- Schwelm (1956)
- Schwetzingen (1974)
- Schwetzingen-Ketsch (1910-1938)
- Siegen (1958)
- Siegburg-Zündorf (1965)
- Sleeswijk (1910-1936)
- Solingen (1959)
- Staßfurt (1957)
- Stralsund (1966)
- Trier (1951)
- Unna-Kamen-Werne (1950)
- Völklingen (1959)
- Walldorf (1954)
- Weimar (1899-1937)
- Wiesbaden (1955)
- Wiesloch (1973)
- Wilhelmshaven (1945)
- Worms (1956)
- Wuppertal - 1435 mm (1987)
- Wuppertal - 1000 mm (1970)
- Zittau - accutram (1902-1902)
- Zittau (1904-1919)

België ·
Canada ·
Duitsland ·
Frankrijk ·
Japan ·
Nederland ·
Oekraïne ·
Oostenrijk ·
Polen ·
Roemenië ·
Rusland ·
Verenigd Koninkrijk ·
Verenigde Staten ·
Zwitserland